# Struktur des Kosmos

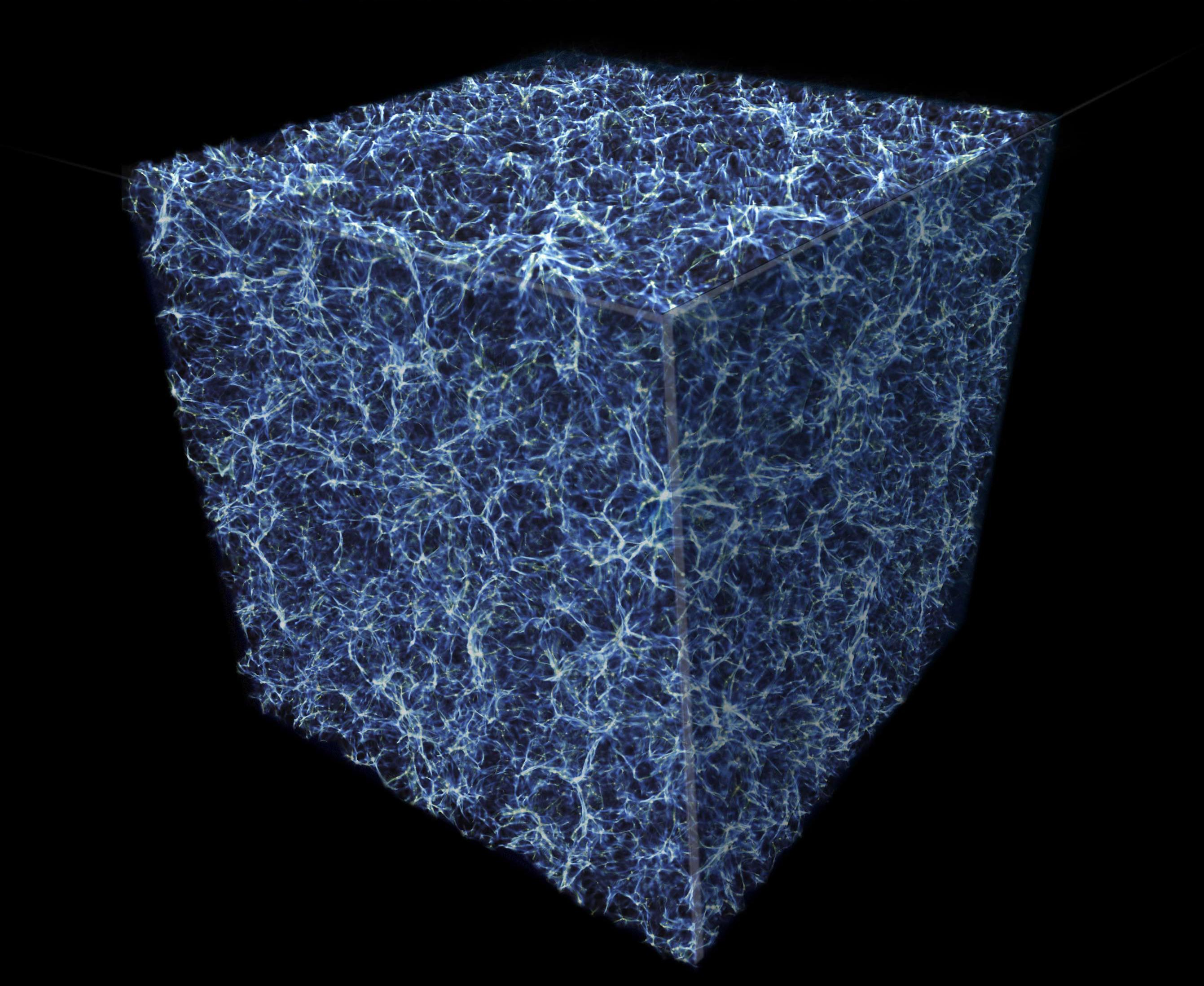
Struktur eines würfelförmigen Ausschnitts des Universums

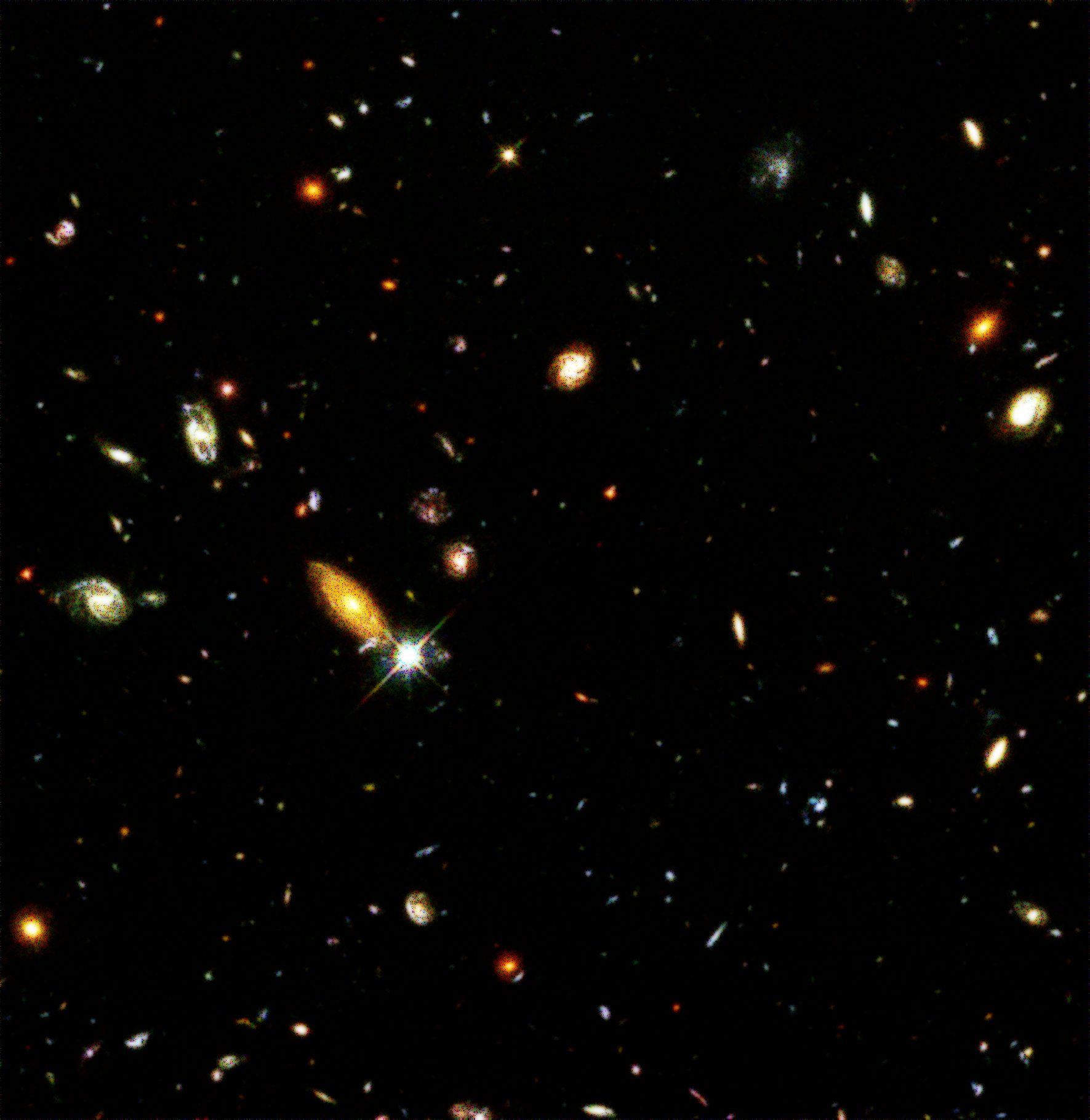
Diese Deep-Field-Aufnahme des Hubble-Teleskops zeigt etwa 1500 verschiedene Galaxien in einem Himmelsausschnitt von nur 144 Bogensekunden Ausdehnung und illustriert so die Größe und Weite des Universums.

Die Struktur des Kosmos ist durch die großräumige Anordnung und Verteilung der beobachtbaren Materie im Universum charakterisiert. Astronomie und Kosmologie beobachten das Weltall, um dessen Strukturen im großen Maßstab zu verstehen.

## Großräumige Struktur
Zurzeit sind bereits viele Strukturen bekannt: Sterne sind in Galaxien zusammengefasst, Galaxien wiederum in Galaxienhaufen und diese dann in Superhaufen, zwischen denen sich große Leerräume (Voids) befinden. Bis 1989 wurde angenommen, Superhaufen seien relativ gleichmäßig über den gesamten Raum verteilt und bildeten die größten Strukturen in unserem Universum. 1989 entdeckten Margaret Geller und John Huchra dann mithilfe von Daten aus der Untersuchung der Rotverschiebung die Große Mauer, eine längliche Ansammlung von Galaxien. Sie hat eine Länge von 500 Millionen Lichtjahren und eine Breite von 200 Millionen Lichtjahren, weist aber lediglich eine Tiefe von 15 Millionen Lichtjahren auf. Die Große Mauer blieb so lange unbemerkt, weil für ihre Entdeckung die Erfassung der Positionen der Galaxien in drei Dimensionen notwendig war. Dies wurde erreicht, indem man die zweidimensionalen Ortsdaten der Galaxien mit den Entfernungsdaten aus der Rotverschiebung kombinierte.
In Richtung der Sternbilder Hydra und Zentaur, etwa 250 Millionen Lichtjahre vom Virgo-Superhaufen entfernt, in dem auch die Milchstraße liegt, befindet sich eine gravimetrische Anomalie, genannt Großer Attraktor. Diese Anomalie zieht Galaxien bis zu einer Entfernung von mehreren hundert Millionen Lichtjahren an. Das Licht all dieser Galaxien ist zwar nach dem Hubble-Gesetz verschoben, aber die feinen Unterschiede in der Rotverschiebung ermöglichen es, den Großen Attraktor nachzuweisen oder zumindest die Existenz einer Masseansammlung in der Größenordnung mehrerer zehntausend Galaxien. Im Zentrum des Großen Attraktors liegt der fast durch die Milchstraßenscheibe verborgene Norma-Galaxienhaufen. In seiner Umgebung befindet sich eine Ansammlung vieler großer und alter Galaxien, von denen viele miteinander zusammenstoßen und/oder große Mengen an Strahlung abgeben.

### Größenordnungen
Auf der derzeit größten beobachtbaren Skala findet man Galaxienhaufen, die sich zu noch größeren Superhaufen zusammenfinden. Diese bilden wiederum fadenartige Filamente, die riesige, blasenartige, praktisch galaxienfreie Hohlräume (engl. Voids ‚Lücken‘, ‚Leerräume‘) umspannen. Man spricht mitunter auch von der wabenartigen Struktur des Universums (engl. cosmic web).
Es ergibt sich die folgende Rangfolge von den größten zu den kleinsten Strukturen des beobachtbaren Universums:
1. Large Quasar Group (LQG) (Bsp.: U1.27, Durchmesser: etwa 4 Mrd. Lichtjahre)
2. Filamente und Voids (z. B. Große Mauer, Durchmesser: etwa 1 Mrd. Lichtjahre)
3. Superhaufen (z. B. Virgo-Superhaufen, Durchmesser: etwa 200 Millionen Lichtjahre)
4. Galaxiengruppen und Galaxienhaufen (z. B. Lokale Gruppe, Durchmesser: etwa 10 Millionen Lichtjahre)
5. Galaxien (z. B. Milchstraße, Durchmesser: etwa 100.000 Lichtjahre)
6. Sternhaufen (Kugelsternhaufen, Offene Sternhaufen, Durchmesser: dutzende bis hunderte Lj.)
7. Planetensysteme (z. B. unser Sonnensystem, Durchmesser: etwa 300 AE = 41 Lichtstunden)
8. Sterne (z. B. Sonne, Durchmesser: 1.392.500 km = 4,65 Lichtsekunden)
9. Planeten (z. B. Erde, Durchmesser: 12.756,2 km = 42,6 Lichtmillisekunden)
10. Monde (z. B. Erdmond, Durchmesser: 3.476 km = 11,6 Lichtmillisekunden)
11. Asteroiden, Kometen (Durchmesser: wenige Kilometer bis mehrere 100 km)
12. Meteoroiden (Durchmesser: vom Meter- bis herab zum Millimeterbereich)
13. Staubpartikel
14. Moleküle
15. Atome
16. Atomkerne mit u. a. Protonen und Neutronen
17. Hadronen mit u. a. Quarks
18. Elementarteilchen (u. a. Elektronen, Quarks)

Anmerkung: Einige der aufgeführten Größenskalen überlappen untereinander. So existieren beispielsweise Monde, die Planeten an Größe übertreffen, Asteroiden, die wesentlich größer als manche Monde sind usw. Tatsächlich ist die Klassifizierung von Himmelsobjekten aufgrund ihrer Größe in der Astronomie derzeit sehr umstritten, so zum Beispiel die Frage, welche Sonnentrabanten zu den Planeten gezählt werden sollen und welche nicht (Pluto, Plutinos, Transneptune etc.).

## Erforschung

Temperaturschwankungen in der Hintergrundstrahlung aufgenommen durch den Satelliten WMAP (Mission von 2001 bis 2010)

In der Kosmologie wird versucht, ein Modell der Großraumstruktur unseres Universums zu schaffen. Dabei werden vor allem das Urknallmodell und Annahmen über die Art der Materie im Universum zugrunde gelegt. Damit ist es möglich, Vorhersagen über die Verteilung der Materie im All zu machen, die mit den Beobachtungen verglichen werden und es so ermöglichen, die Theorien zu verbessern. Dies geschieht unter anderem im Rahmen von kosmologischen Simulationen. Zurzeit legen die Beobachtungen nahe, dass der größte Teil der Materie des Universums aus kalter Dunkler Materie besteht. Theorien, die hingegen mit heißer oder baryonischer Dunkler Materie arbeiten, liefern keine guten Vorhersagen. Andere Möglichkeiten, diese Modelle zu betrachten, sind auf der Grundlage minimaler Schwankungen in der kosmologischen Hintergrundstrahlung oder aber mit stark rotverschobenen Supernovae möglich. Dabei gibt es einen wachsenden Konsens, dass alle diese Ansätze ein Ergebnis liefern: Wir leben in einem beschleunigten Universum.

### Verfahren
Eine andere Möglichkeit, etwas über die großräumige Struktur des Kosmos in Erfahrung zu bringen, ist der sogenannte Lyman-alpha-Wald. Dies ist eine Ansammlung von Spektrallinien in dem Licht von Quasaren. Sie gelten als relativ sicheres Anzeichen für die Existenz von riesigen interstellaren Gaswolken (die hauptsächlich aus Wasserstoff bestehen). Diese Gaswolken wiederum scheinen die Bildung neuer Galaxien zu beeinflussen.
Bei der Erforschung der großräumigen Strukturen ist der Effekt der Gravitationslinsen zu beachten. Diese krümmen den Verlauf von Lichtstrahlen, so dass das Bild eines Objektes in einer anderen Richtung liegen kann als das Objekt selber. Dies wird durch Objekte im Vordergrund (z. B. Galaxien) verursacht, die (nach der allgemeinen Relativitätstheorie) den Raum in ihrer Umgebung krümmen und so die Lichtstrahlen ablenken. Starke Gravitationslinsen sind dabei sogar nützlich, denn sie können entfernte Galaxien vergrößern, die somit einfacher zu entdecken sind. Die schwache gravimetrische Scherung durch das zwischen Quelle und Beobachter liegende Universum kann die beobachtete Struktur dabei allerdings entscheidend verändern und somit die Beobachtung erschweren. Diese Scherung wiederum kann zur Verifikation verschiedener kosmologischer Modelle dienen.

### Probleme
Die großräumige Struktur des Weltalls wird allerdings durch die alleinige Verwendung der Rotverschiebung zur Entfernungsbestimmung nicht realistisch wiedergegeben. Zum Beispiel würden Galaxien hinter einem Cluster von diesem angezogen werden und so geringfügig blauverschoben sein (im Vergleich zur Situation ohne den Cluster). Vor dem Cluster hingegen wären die Galaxien geringfügig rotverschoben. Die Umgebung des Clusters würde also etwas plattgedrückt erscheinen. Ein entgegengesetzter Effekt ist an den Galaxien in einem Cluster zu beobachten: Diese besitzen irgendwelche zufälligen Bewegungen um das Zentrum des Clusters, die – wenn in eine Rotverschiebung umgewandelt – ein gestrecktes Bild ergeben. Dies verursacht eine Erscheinung, die als „Finger Gottes“ bekannt ist: die Illusion einer ganzen Reihe von Galaxien, die auf die Erde zeigen.